# Big Lie

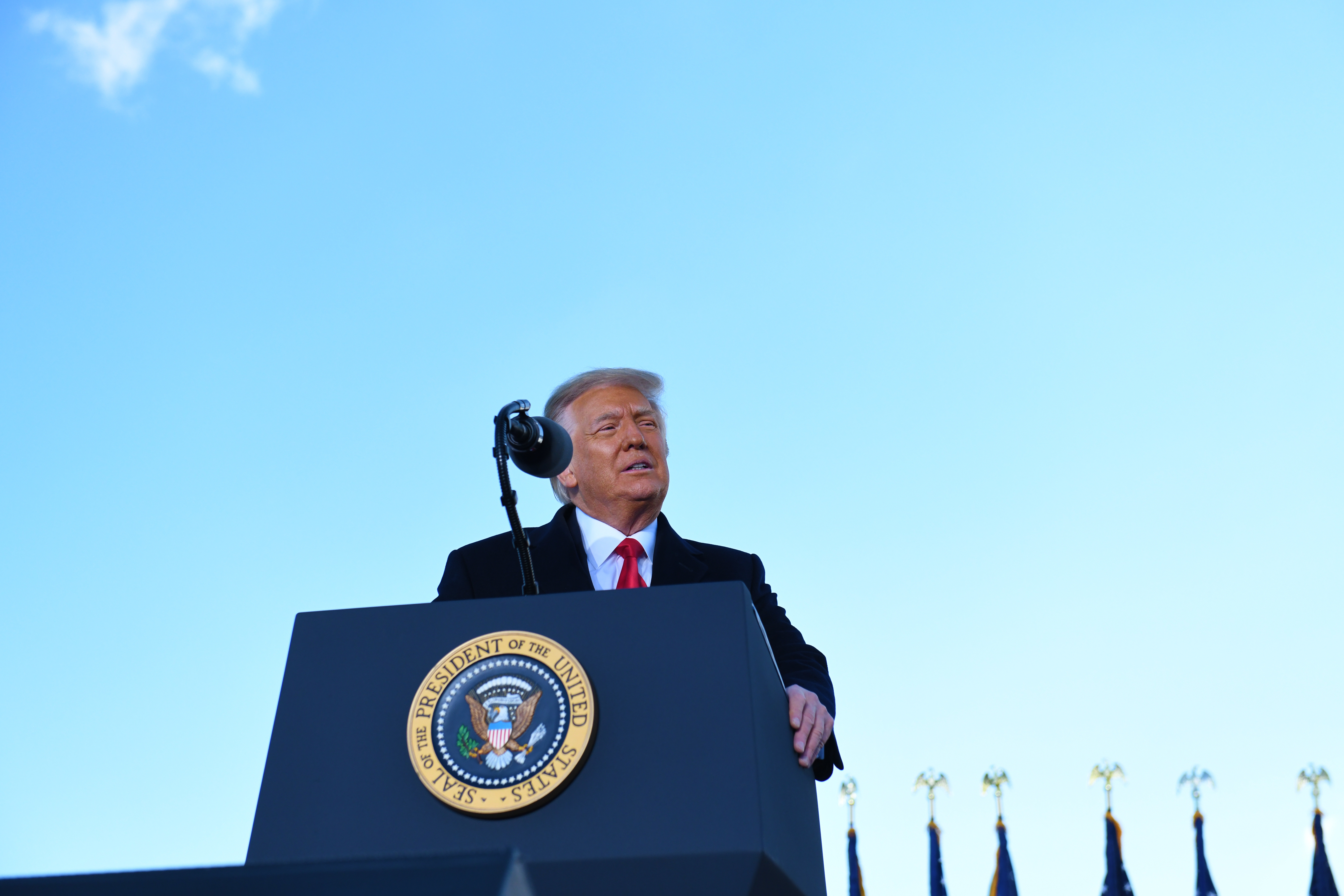
Präsident Donald Trump bei seiner Verabschiedung aus dem Amt, 20. Januar 2021.

Big Lie, deutsch Große Lüge, ist eine Verschwörungserzählung von Donald Trump und vielen weiteren Republikanern für den Mythos der angeblich gestohlenen, verlorenen Präsidentschaftswahl in den Vereinigten Staaten 2020. Nach der Wahl wurden viele Wahlzettel mehrfach nachgezählt; es wurden keinerlei Hinweise auf Wahlfälschung gefunden. Trotzdem behaupten Trump und viele Republikaner seit November 2020, Joe Biden hätte die Wahl durch Wahlbetrug von Demokraten beim Auszählen der Stimmen gewonnen.

## Der BegriffBig Lie
In Amerika wird der Begriff Big Lie oft als Propagandatechnik der Nazis und Adolf Hitlers verstanden. Dies wird oft mit einem angeblichen Zitat von Joseph Goebbels verbunden:

„Wenn man eine große Lüge erzählt und sie oft genug wiederholt, dann werden die Leute sie am Ende glauben. Man kann die Lüge so lange behaupten, wie es dem Staat gelingt, die Menschen von den politischen, wirtschaftlichen und militärischen Konsequenzen der Lüge abzuschirmen. Deshalb ist es von lebenswichtiger Bedeutung für den Staat, seine gesamte Macht für die Unterdrückung abweichender Meinungen einzusetzen. Die Wahrheit ist der Todfeind der Lüge, und daher ist die Wahrheit der größte Feind des Staates.“

Der Kampfbegriff Big Lie wurde in Amerika schon vor 2020 verwendet, so z. B. 1951 als Titel für den Propagandafilm The Big Lie. Trump verwendete ihn mit Bezug auf die angeblich gestohlene Wahl erstmals am 3. Mai 2021 auf seiner Internetseite. Am 6. Januar 2022, dem ersten Jahrestag des Sturms auf das Kapitol, verwendete Biden für Trumps immer wieder vorgetragene Betrugserzählung ebenfalls diesen Begriff.

## Mythos der gestohlenen Wahl
Bereits im Präsidentschaftswahlkampf 2015/16 warnte Trump wiederholt vor Wahlfälschungen, die seine Gegenkandidatin Hillary Clinton angeblich plane. 2020 begann er mehrere Monate vor der Wahl eine erneute Desinformationskampagne über angeblich bevorstehenden Wahlbetrug mit dem Ziel, die Integrität der Wahl zu untergraben. Er behauptete mehrfach, nur eine gefälschte Wahl könne ihm die Wiederwahl nehmen. Als Gründe hierfür werden Narzissmus und intellektuelle Arroganz angegeben. Er hielt Joe Biden für den schlechtesten Kandidaten in der Geschichte, gegen den zu verlieren unvorstellbar sei.
Nach der US-Präsidentschaftswahl 2020 zog sich die Auszählung der Wählerstimmen in vielen Bundesstaaten relativ lange hin. Als Trumps Wahlniederlage immer deutlicher wurde, verbreiteten Trump und sein Team bei einer Pressekonferenz am 19. November 2020 die Behauptung einer „gestohlenen Wahl“. Sie warfen Unternehmen für Wahlsoftware vor, mit dem Milliardär George Soros unter einer Decke zu stecken und Trump stürzen zu wollen. Im September 2021 wurden vor einem Gericht Dokumente vorgelegt, die belegen, dass Trumps Wahlkampfteam schon damals wusste, dass diese Anschuldigungen substanzlos sind. Tatsächlich waren einige der Klagen so lächerlich, dass die Anwälte, die seine Wahlkampagne begleitet hatten, angesichts der Aussichtslosigkeit kündigten. Trump heuerte nun den ehemaligen Bürgermeister von New York City Rudy Giuliani an – laut dem Politikwissenschaftler Campbell ein für Trump typisches Verhalten, der großen Wert auf persönliche Loyalität legt und sich gern mit Menschen umgibt, die ihm nicht widersprechen. Giuliani und sein Team bestanden nun darauf, dass die Gerichte Verschwörungstheorien und Falschbehauptungen prüften, wonach Wahlmaschinen gehackt worden, Stimmzettel verloren gegangen bzw. anderswo wieder aufgetaucht wären und Millionen von ihnen als ungültig verworfen werden müssten. Im Juni 2021 wurde ihm deswegen die Zulassung als Rechtsanwalt im Staate New York entzogen.
Trumps Justizminister William Barr wurde vom Präsidenten massiv bedrängt zu verkünden, es habe sehr viel Wahlbetrug (“riddled with fraud”) gegeben. Anfang Dezember 2020 teilte er Trump dagegen mit, dass es keine Belege gibt, die die Behauptung von der gestohlenen Wahl stützen würden. Daraufhin setzte Trump Politiker und Wahlleiter in mehreren Staaten unter Druck, damit sie sich seiner Behauptung anschlössen. Dies blieb ebenso erfolglos wie sein Versuch, seinen Vizepräsidenten Mike Pence dazu zu bewegen, die förmliche Bestätigung des Wahlergebnisses durch den Kongress zu verhindern, die am 6. Januar 2021 stattfinden sollte.
In konservativen Medien verbreiteten sich diese Lügen; sie trugen damit letztlich dazu bei, dass Trump-Unterstützer am 6. Januar 2021 das Kapitol in Washington, D.C. stürmten. Noch im Januar 2022 zweifelte eine Mehrheit der Republikaner an der Rechtmäßigkeit der Wahl.
Trump schrieb am 3. Mai 2021 auf donaldjtrump.com: “The Fraudulent Presidential Election of 2020 will be, from this day forth, known as THE BIG LIE!” (deutsch: „Die betrügerische Präsidentschaftswahl von 2020 wird von diesem Tag an als DIE GROSSE LÜGE bekannt sein!“).
Im Mai 2022 brachte der amerikanische Filmemacher Dinesh D’Souza den Dokumentarfilm 2000 Mules in die Kinos, in dem er glaubhaft zu machen versuchte, bezahlte Personen hätten während der Wahl illegal Stimmzettel gesammelt und in die Wahlurnen geworfen. Laut Associated Press basiert der Film auf irrigen Annahmen, anonymen Berichten und einer unsachgemäßen Analyse von Handy-Standortdaten, die nicht exakt genug seien, um zu beweisen, dass jemand einen Stimmzettel in einen Briefkasten geworfen hat. Insofern gebe es in der Beweiskette des Films „klaffende Lücken“ (“gaping holes”). FactCheck.org nannte die in dem Film angeführten Indizien „spekulativ“, es gebe keine Beweise für betrügerische Stimmzettel. Die Washington Post nannte den Film „die bislang am wenigsten überzeugende Theorie über einen Wahlbetrug“: Er versage komplett darin, eine Beweiskette zu etablieren, um seine These glaubhaft zu machen.

## Reaktionen

### Bei den Republikanern

#### Unterstützer derBig Lie
Zu den Unterstützern der Big Lie gehört ein großer Teil der republikanischen Wählerschaft, so glauben laut einer Umfrage von CNN 70 % der Republikaner, dass die Wahl gestohlen wurde. Als Grund dafür wird unter anderem angenommen, dass Trump diese Lüge sehr oft wiederholt hatte (schon vor der Wahl hat er angekündigt, dass die Demokraten die Wahl stehlen werden) und dass Fernsehsender wie Fox News auch immer wieder diese Lüge unterstützt haben, indem sie z. B. gefälschte Videos von Wahlbetrug zeigten. Zu den bekannten Republikanern, die Big Lie unterstützen, zählen unter anderem Elise Stefanik, Ted Cruz, Josh Hawley und viele mehr. Auch der spätere Sprecher des Repräsentantenhauses Kevin McCarthy behauptete zwei Tage nach den Präsidentschaftswahlen 2020 auf FOX News, Trump habe die Wahl gewonnen. Die meisten bekannten Republikaner sagen zwar nicht, dass die Wahl gestohlen wurde, widersprechen aber nicht und zweifeln auch an der Rechtmäßigkeit der Wahl, zu diesen Republikanern gehört z. B. House Minority Whip Steve Scalise, die Nummer zwei der republikanischen Fraktion im Repräsentantenhaus der Vereinigten Staaten.
Dominion Voting Systems, ein Hersteller von Wahlgeräten, von denen auf Fox News wiederholt behauptet worden war, sie hätten gefälscht und so den Diebstahl der Wahl ermöglicht, verklagte den Sender wegen Verleumdung auf Schadensersatz von 1,6 Milliarden $. Um zu verhindern, dass Interna des Senders in einem Gerichtsprozess öffentlich wurden, willigte Fox News im April 2023 im Wege einer außergerichtlichen Einigung auf eine Zahlung von 787,5 Millionen US-Dollar ein.

#### Gegner derBig Lie

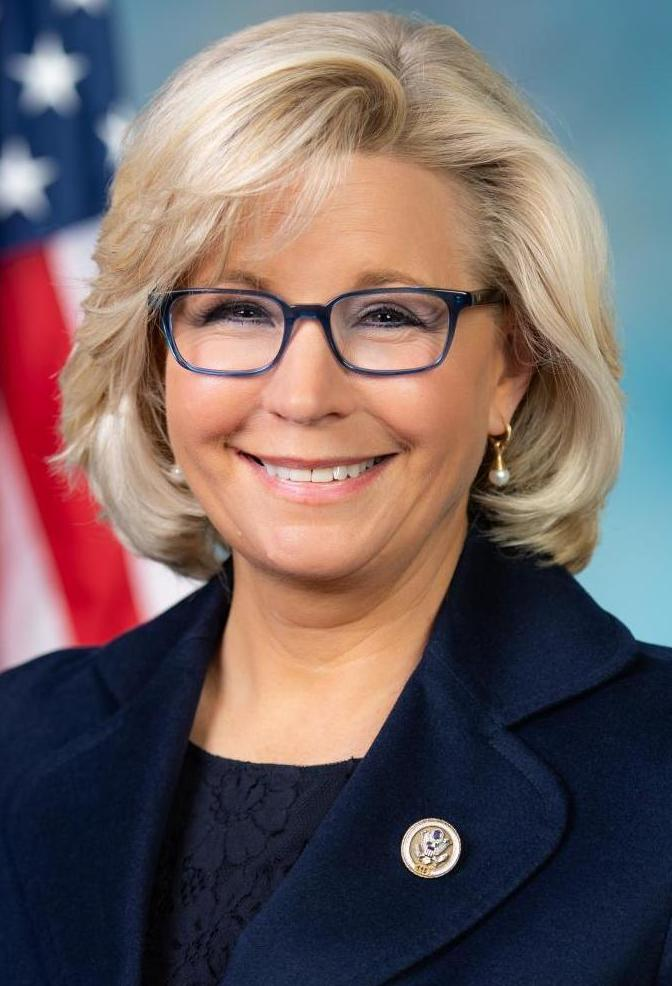
Liz Cheney

Die prominenteste Gegnerin der Big Lie ist Liz Cheney. Weitere bekannte Gegner sind z. B. Mitt Romney, Susan Collins, Ben Sasse und Pat Toomey. Doch die Gegner sind in der republikanischen Partei in der Minderheit und werden von Trump und anderen Unterstützern der Big Lie oft als RINOs angegriffen. So wurde Mitt Romney auf einem Parteitag in Utah im Mai 2021 von Trump-Unterstützern ausgebuht.

##### Liz Cheney
Liz Cheney, die den Bundesstaat Wyoming im Repräsentantenhaus vertrat, ist eine entschiedene Gegnerin der Big Lie. Sie war Vizevorsitzende des United States House Select Committee to Investigate the January 6th Attack on the United States Capitol, also des Untersuchungsausschusses des Repräsentantenhauses, der den Sturm auf das Kapitol sowie das sonstige Verhalten Trumps während der Präsidentschaftswahl untersuchte. Aufgrund dessen wurde Cheney aus der republikanischen Partei in Wyoming ausgeschlossen, wobei dieser Beschluss sie nicht daran hinderte, für die Republikaner in Wyoming anzutreten. Sie wurde im Zuge des Richtungsstreits innerhalb der Republikaner von ihrem Amt in der Führung der republikanischen Fraktion am 12. Mai 2021 per Akklamation abgewählt, nachdem sich Trump und House Minority Leader Kevin McCarthy für ihre Abwahl ausgesprochen hatten. Ein erster Abwahlversuch Cheneys scheiterte. Sie wurde durch Elise Stefanik ersetzt, die als Verbündete von Trump gilt. Cheney unterlag in der republikanischen Vorwahl Harriet Hageman, die von Trump unterstützt wurde und ausdrücklich die Big Lie befürwortet. Somit war sie im nächsten Kongress nicht mehr vertreten.

##### Republikanische Amtsträger in Georgia

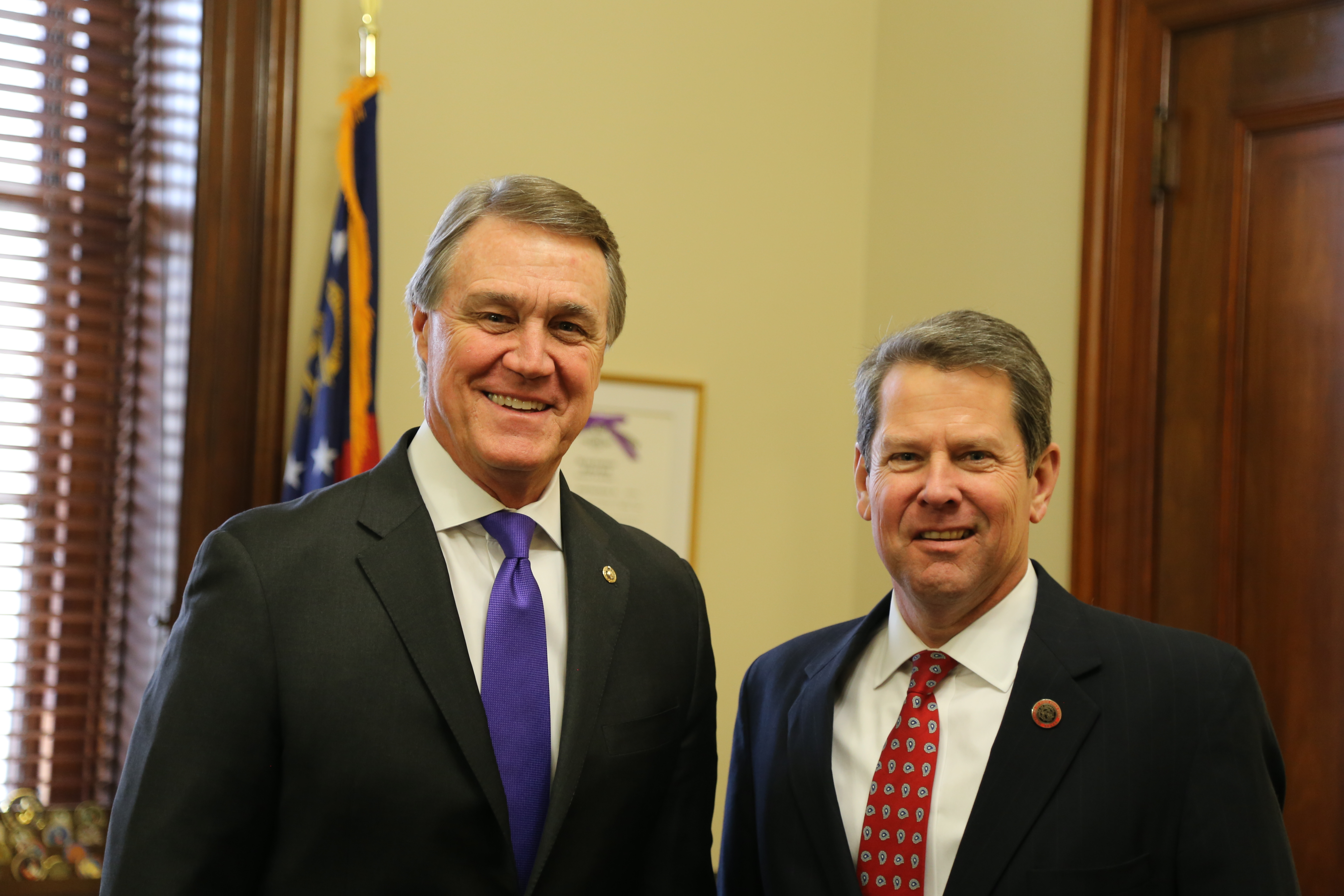
David Perdue (links) und Brian Kemp

Auch in Georgia, dem Staat, den Donald Trump als erster republikanischer Kandidat seit 1992 nicht gewinnen konnte, versuchte Trump den republikanischen Gouverneur Brian Kemp und den republikanischen Secretary of State (Innenminister) Brad Raffensperger aus ihren Ämtern zu drängen. Kemp und Raffensperger galten als Ziele für Trump, da sie bei der Wahl 2020 den Sieg Joe Bidens anerkannt hatten. Trump hatte Raffensperger in einem Telefonat nach der Wahl dazu gedrängt, ausreichend Stimmen für ihn zu „finden“, damit er die Wahl in Georgia gewinnen würde.  Für die parteiinterne Vorwahl gegen Kemp unterstützte er den ehemaligen Senator David Perdue, bei der Vorwahl für das Amt des Secretary of State unterstützte er den Abgeordneten Jody Hice im Jahr 2022. Sowohl Kemp als auch Raffensperger konnten sich in der Vorwahl durchsetzen.

##### Lisa Murkowski

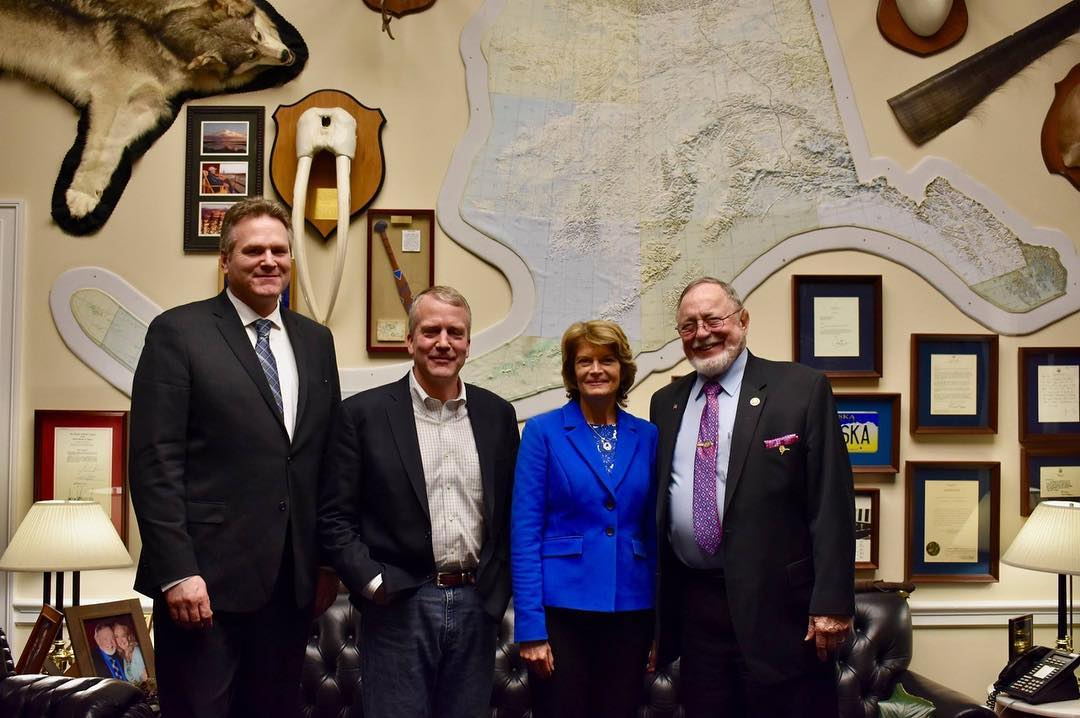
Mike J. Dunleavy, Dan Sullivan, Lisa Murkowski und Don Young

Als einzige Senatorin, die für einen Schuldspruch Trumps im zweiten Amtsenthebungsverfahren gestimmt hatte und sich immer wieder gegen die Big Lie ausgesprochen hatte, stellte sich Lisa Murkowski 2022 erfolgreich zur Wiederwahl, bei den anderen sechs Senatoren laufen deren Senatsmandate entweder noch bis 2024 bzw. 2026 oder diese Senatoren stellen sich freiwillig keiner Wiederwahl. Murkowski wird zwar von der Senatsfraktion der Republikaner und dem demokratischen Senator Joe Manchin unterstützt, die republikanische Partei von Alaska unterstützt hingegen Kelly Tshibaka, die auch von Trump unterstützt wird.

### Rupert Murdoch
Der konservative Verleger Rupert Murdoch äußerte sich im November 2021 skeptisch über die Strategie, sich auf die angebliche Fälschung der Präsidentenwahl zu konzentrieren:

“The current American political debate is profound, whether about education or welfare or economic opportunity. It is crucial that conservatives play an active, forceful role in that debate, but that will not happen if President Trump stays focused on the past. The past is the past, and the country is now in a contest to define the future.”

„Die aktuelle politische Debatte in Amerika ist tiefgreifend, sei es über Bildung, Wohlfahrt oder wirtschaftliche Chancen. Es ist von entscheidender Bedeutung, dass Konservative in dieser Debatte eine aktive und energische Rolle spielen, aber das wird nicht passieren, wenn Präsident Trump sich weiterhin auf die Vergangenheit konzentriert. Die Vergangenheit ist die Vergangenheit, und das Land befindet sich jetzt in einem Wettbewerb, um die Zukunft zu definieren.“

Murdoch riet, sich lieber mit der nächsten Wahl zu befassen. Er ließ aber einen Leserbrief Donald Trumps im Wall Street Journal abdrucken, das zu seinem Medienunternehmen gehört. Darin brachte Trump mehrere angebliche Beweise dafür vor, dass die Präsidentschaftswahl 2020 gestohlen worden sei. Daraufhin wurde das Wall Street Journal kritisiert, weil es Trump eine Plattform geboten habe. Die Redaktion begründete ihre Entscheidung damit, dass Trump seine Verschwörungserzählung sowieso verbreite, ob beim Wall Street Journal oder anderswo.

## Stimmenauszählung im Maricopa County, Arizona

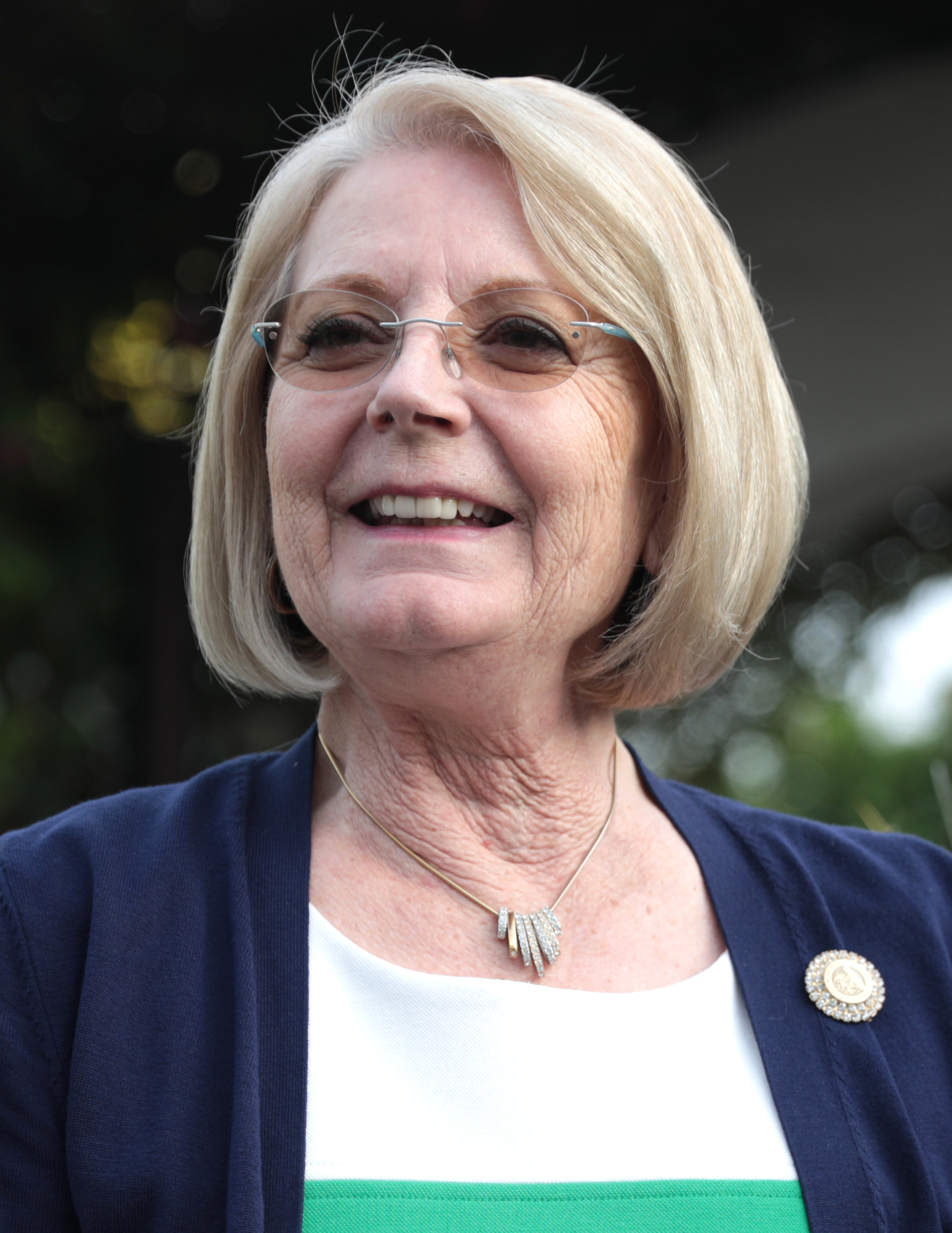
Die Präsidentin des Senats von Arizona Karen Fann

Donald Trump behauptete oft, er hätte die Präsidentschaftswahl 2020 in Arizona gewonnen. In diesem Swing State hatte es 2020 zum ersten Mal seit 1996 wieder eine demokratische Mehrheit gegeben; der republikanische Gouverneur Doug Ducey hatte Joe Bidens Sieg offiziell bestätigt. Im April 2021 ordnete der republikanisch dominierte Senat von Arizona nach einem Rechtsstreit mit der zuständigen Wahlüberwachungskommission unter Führung von Senatspräsidentin Karen Fann an, das Privatunternehmen Cyber Ninjas solle die Stimmen im Maricopa County, dem größten County Arizonas, neu auszählen. Dieses County hatte Joe Biden – als erster Demokrat seit der Präsidentschaftswahl 1948 – mit 45.000 Stimmen gewonnen. Den ganzen Staat Arizona hatte Biden hingegen nur mit 10.000 Stimmen gewonnen. Cyber Ninjas hat zwar keine Erfahrung in der Überprüfung von Wahlergebnissen, sein Chef Doug Logan hat jedoch trotzdem Verschwörungstheorien über big lie verbreitet.
Die Wahlüberwachungskommission des Maricopa County hatte bis dahin bei zwei Untersuchungen keine Unregelmäßigkeiten finden können. Die größte Zeitung Arizonas, The Arizona Republic, verklagte die Cyber Ninjas und den Senat von Arizona am 30. Juni 2021 auf Herausgabe der Unterlagen über die Auftragsvergabe und die Finanzierung der irregulären Überprüfung. Das Repräsentantenhaus von Arizona, das sich ebenfalls unter republikanischen Kontrolle befindet, lehnte diese Auszählung aber ab, was zeigt, dass bei diesem Thema die Republikaner gespalten sind. Die demokratische Innenministerin von Arizona (Secretary of State) Katie Hobbs kritisierte diese Überprüfung, da sie von Amts wegen eigentlich für Wahlüberprüfungen zuständig wäre und sie nun keine Kontrolle über die Stimmzettel mehr habe und sie nicht genau wisse, was die Cyber Ninjas mit den Stimmzetteln machen würden. So würde Cyber Ninjas die Stimmzettel mit besonderen Kameras scannen, die angeblich erkennen würden, ob die Zettel aus China kämen und somit illegal wären. Der republikanische Vorsitzende des Maricopa County Aufsichtsgremiums kritisierte im Sommer 2021 ebenfalls die Wahlüberprüfung durch die Cyber Ninjas. Er verwies auf die zwei stattgefundenen Untersuchungen der Wahlüberwachungskommission im Maricopa County und lehnte eine Vorladung der Cyber Ninjas ab, die diese im Zuge der Überprüfung der Wahlzettel aussprach. Am Ende der Nachzählung konnte Cyber Ninjas keinen Wahlbetrug finden, sie konnten nur herausfinden, dass Joe Biden eigentlich 360 Stimmen mehr erhalten hatte, als im offiziellen Wahlergebnis stand. Trotz der eigenen Überprüfung traut das Unternehmen dem Wahlergebnis immer noch nicht und auch Donald Trump forderte den Justizminister von Arizona Mark Brnovich dazu auf, Ermittlungen einzuleiten, was dieser, solange es keine Beweise für Wahlbetrug gibt, ablehnt. Laut der Innenministerin von Arizona, Katie Hobbs, müssen nun alle Wahlmaschinen, die das Unternehmen untersucht hatte, ausgetauscht werden, was Arizona viele Millionen Dollar kosten wird, da niemand genau wisse, was Cyber Ninjas mit diesen Maschinen gemacht hatte.

## Wahlfälschungsüberprüfung
Wenige Wochen nach der Wahl beauftragte Trumps Wahlkampfteam externe Prüfer der Berkeley Research Group (BRG) mit der Überprüfung der Wahlfälschungsvorwürfe in sechs US-Bundesstaaten. Die Prüfer der BRG fanden keine Indizien oder gar Beweise für einen der Wahlfälschungsvorwürfe. Trumps Wahlkampfteam veröffentlichte die Rechercheergebnisse der Prüfung nicht.

## Wahlrechtsänderungen
Einige republikanische Politiker haben in ihren Bundesstaaten neue Wahlgesetze eingeführt. So wird in den neuen Wahlgesetzen z. B. die Briefwahl erschwert, da vor allem Demokraten per Briefwahl abstimmen. Trump hat behauptet, der angebliche Wahlbetrug sei vor allem mittels Briefwahlstimmen bewerkstelligt worden.

## Folgen
Noch niemals zuvor in der Geschichte der Vereinigten Staaten hatte sich ein Präsidentschaftskandidat geweigert, seine Wahlniederlage einzugestehen. Die Folge von Trumps präzedenzlosem Agieren ist eine massive Legitimationskrise. Der britische Politikwissenschaftler John L. Campbell spricht von einem regelrechten „legitimation meltdown“, einer Kernschmelze des politischen Vertrauens in die Validität von Wahlen. 2020 glaubten nur noch 40 Prozent der amerikanischen Wählerschaft, dass es bei US-Wahlen mit rechten Dingen zugeht, knapp 60 Prozent verneinten die entsprechende Frage. Campbell vermutet, dass der Schaden, den das politische System der Vereinigten Staaten durch die Big Lie erlitt, noch lange anhalten wird.
Auch für die Republikanische Partei sind die Folgen bedenklich. Die Mehrheit ihrer Amtsträger stellte sich hinter Trump, auch mit Blick auf den Rachefeldzug, den der Ex-Präsident gegen illoyale Republikaner führte. Die Grand Old Party blieb Trumps Partei. Damit legte sie sich nach Einschätzung des amerikanischen Politikwissenschaftlers Gary C. Jacobson fest auf sozialkonservativen, weißen Nationalismus, für America First und gegen Eliten und Wissenschaft. Diese Position hat in den USA durchaus begeisterte Anhänger, doch sind sie weit davon entfernt, die Mehrheit zu bilden. Auch für die Nation ist eine solche Partei nach Jacobson problematisch: In einem Zweiparteiensystem werde jegliches Regieren schwierig, wenn ein substanzieller Block der Abgeordneten einer Partei basale Fakten leugne und sich auf Verschwörungstheorien stütze, die sich auch gegen die andere Partei richte. Die republikanischen Fraktionsführer im Kongress seien zwar bereit, wie bisher gemeinsame Lösungen auszuhandeln, würden dabei aber behindert von den Abgeordneten ihrer eigenen Partei, die der Regierung regelrecht feindlich gegenüberstünden und jeden Kompromiss als Ausverkauf denunzieren würden. Dadurch würde die Partei strukturell auf eine Fundamentalopposition gegen die Demokraten festgelegt.
Zur Zeit der US-Wahlen 2024 bekleiden 26 Republikaner, die an die Big Lie-Erzählung glauben, in 19 Bundesstaaten Ämter mit Wahlaufsichts- und Wahlleitungsbefugnis (Gouverneur, Attorney General und Secretary of State).